# Koninklijke onschendbaarheid
Onschendbaarheid was vanouds eigen aan de absolute vorsten. In zekere zin kunnen ‘onschendbaar’ en ‘absoluut’ worden opgevat als synoniemen: onschendbaar was de vorst, want geen andere macht in de staat kon rechtsgeldig tegen hem optreden; absoluut was de vorst, want hij zelf kon niet gebonden zijn aan de wetten, die hij immers als enige formuleert en afkondigt. Omdat het gezag van de vorst geheel onaangetast moet blijven, is zelfs openbare bespreking van diens beslissingen ontoelaatbaar.
In de 17e en 18e eeuw, in Groot-Brittannië eerder dan in Frankrijk, vinden ontwikkelingen plaats die achteraf kunnen worden samengevat als: er ontstaat een publieke opinie, waar bespreking van het politieke plaatsvindt. En er ontstaat een notie dat niet alle macht in één hand hoeft te zijn voor handhaving van de staatkundige orde; ook bij scheiding van machten kan openbare orde bestaan.

## Ontwikkeling in Nederland
De Koninklijke onschendbaarheid in Nederland heeft vóór en na 1848 twee verschillende betekenissen, hetgeen tot grote verwarring heeft geleid, niet in het minst bij de staatshoofden zelf en meer in het bijzonder koning Willem III. Vóór 1848 hield de onschendbaarheid in dat de koning boven de wet staat en bovendien strafrechtelijk niet kan worden vervolgd voor strafbare feiten. De koning wordt bovenal niet in staat geacht te zijn om onrechtmatig te handelen: de koning kan volgens deze doctrine alleen maar rechtmatig en wetmatig handelen. Deze doctrine correspondeert met het Engelse begrip The king can do no wrong, hetgeen de onfeilbaarheid en immuniteit inhoudt, afgeleid van de godssoevereiniteit. Deze vorm van onschendbaarheid en strafrechtelijke immuniteit is in overeenstemming met het feit dat de koning de belichaming is van de onafhankelijkheid van de natie, hetgeen grenst aan het principe van l’état c’est moi van Lodewijk XIV. De begrippen ‘onschendbaar’ en ‘absoluut’ zijn aldus synoniem. Vanwege de strafrechtelijke immuniteit werden de ministers ook vóór 1848 al strafrechtelijk aansprakelijk gesteld voor al het handelen van de koning, in 1840 expliciet vermeld. Vanuit deze vorm van onschendbaarheid worden bijvoorbeeld overtredingen van de koning geseponeerd uit hoofde van de ministeriële verantwoordelijkheid. 
Overtredingen van andere leden van het Koninklijk Huis en de Koninklijke familie worden geseponeerd op basis van de afgeleide ministeriële verantwoordelijkheid. 
Behalve de Koninklijke familie zijn ook de rechterlijke macht en het Openbaar Ministerie onschendbaar. Deze vorm van onschendbaarheid is juridische onschendbaarheid, ter onderscheid van de expliciet in de Grondwet genoemde koninklijke onschendbaarheid. De juridische onschendbaarheid van leden van de rechterlijke macht en het Openbare Ministerie is aan strikte, wettelijke beperkingen en voorwaarden onderhevig.

### Periode na 1848
De Koninklijke onschendbaarheid na 1848 is geregeld in het huidige art. 88 van de Grondwet. De regering wordt gevormd door de koning en de ministers (lid 1), waarbij in lid 2 is bepaald dat de koning onschendbaar is, en daaropvolgend dat de ministers verantwoordelijk zijn. In het grondwetsartikel zijn deze twee bepalingen gescheiden door een puntkomma en beide zinsneden dienen zowel zelfstandig en verbonden te worden gelezen. De betekenis van het begrip ‘onschendbaar’ is na 1848 niet altijd duidelijk geweest. De overlevering wil dat het ook de latere koning Willem III niet helemaal helder was wat nu precies de betekenis van het feit dat hij door de inwerkingtreding van de Grondwet van Thorbecke onschendbaar was geworden. Er zijn op deze wijze veel conflicten geweest tussen de koning tegenover het kabinet en de Tweede Kamer, waarvan een aantal door de Hoge Raad is beslecht. Het begrip ‘onschendbaar’ betekent sinds 1848 dat de koning gebonden is aan het recht en de wet en niet ‘boven de wet’ staat. In de Nederlandse staat is er echter geen orgaan dat dwingend gezag aan de koning kan opleggen. De theoretische mogelijkheid bestaat dat de Hoge Raad de Koninklijke onschendbaarheid in een arrest nader verklaart en het staatshoofd evenzo gebonden verklaart aan het recht en de wet en vanuit dat arrest het staatshoofd dwingend gezag kan opleggen. De Engelse zin The king can do no wrong moet nu uitgelegd worden als dat de koning zich aan de grondwet zal moeten gedragen (wil hij boven de partijen kunnen staan). Het gevolg hiervan is dat de koning geen werkelijke (staatsrechtelijke) macht kan uitoefenen, omdat hij anders verzeild zou raken in politieke verwikkelingen en daarbij zelf partij zou kunnen worden.
De onschendbaarheid van de koning staat op gespannen voet met een systeem waarin de regering verantwoording verschuldigd is aan een gekozen volksvertegenwoordiging. Beide elementen worden verbonden door de ministers jegens de volksvertegenwoordiging verantwoordelijk zijn gemaakt voor àl het handelen van de koning, ook voor het handelen in de privésfeer van de persoon van de koning, al was dit in eerste instantie alleen bedoeld voor zover dit handelen de publieke zaak raakt. Sinds 1848 betekent dit dat de ministers geen staatsrechtelijke verantwoordelijkheid meer zijn verschuldigd aan de koning, maar aan de volksvertegenwoordiging. De onduidelijkheid inzake de ministeriële verantwoordelijkheid voor (al) het handelen van de koning heeft tevens geleid tot het (veiligheidshalve, ter bescherming van de minister) niet mogen citeren van de koning als absolute richtlijn. Overtreding hiervan leidde in 2009 tot het onmiddellijk vertrek van Arend Jan Boekestijn uit de Tweede Kamer.
In de praktijk zijn er kanttekeningen te plaatsen. Ministers worden benoemd en ontslagen door de Kroon (art. 43 GW) en hebben vanuit dit artikel een formele verantwoordelijkheid aan de Kroon. Daarnaast heeft de koning als monarch een natuurlijk en imponerend gezag, waardoor ministers nog altijd een bepaalde verantwoordelijkheid voelen jegens de majesteit.
De site van het Koninklijk Huis vat het voorgaande korter samen: “Sinds 1848 staat in de Grondwet dat de Koning onschendbaar is. De onschendbaarheid van de Koning wil zeggen dat de ministers verantwoording moeten afleggen aan het parlement over het beleid van de regering. De ministers zijn ook politiek verantwoordelijk voor de uitspraken en het gedrag van de Koning.”, maar ook: “De Koning vormt samen met de ministers de regering.”, en: “De positie van de Koning komt onder meer tot uiting in het medeondertekenen van wetten. Ook levert hij een bijdrage aan de kabinetsformatie.” De belangrijke taak binnen de kabinetsformatie met de benoeming van de informateur en de formateur valt ook binnen de onschendbaarheid van de koning, waarvoor de ministeriële verantwoordelijkheid geldt. Vanwege de informatieplicht van de minister jegens de volksvertegenwoordiging legt de informateur sinds enige jaren enige vorm van verantwoording af door de Tweede Kamer tot op zekere hoogte te informeren.
Er is verder nog de afgeleide ministeriële verantwoordelijkheid voor de andere leden van het Koninklijk Huis en de Koninklijke familie, zodat men kan spreken van ‘afgeleide Koninklijke onschendbaarheid’. Vanwege de inhoudelijke verwarring met het staatsrechtelijke begrip van vóór 1848 worden alle overtredingen van deze afgeleide groep geseponeerd door het Openbaar Ministerie.